# Felipe Solá
Felipe Carlos Solá (Buenos Aires, 23 de julio de 1950) es un ingeniero agrónomo y político argentino. Se desempeñó como ministro de Asuntos Agrarios de la provincia de Buenos Aires (1987-1989), secretario de Agricultura de la Nación (1989-1991, 1993-1999), vicegobernador de la provincia de Buenos Aires (1999-2002), gobernador de la provincia de Buenos Aires (2002-2007) y diputado nacional por la misma provincia (1991-1993, 2007-2009, 2009-2019). Fue también ministro de Relaciones Exteriores, Comercio Internacional y Culto de la Nación Argentina desde el 10 de diciembre de 2019 hasta el 18 de septiembre de 2021.

## Biografía
Nació en el barrio de la Recoleta, Buenos Aires, el 23 de julio de 1950 siendo hijo de Felipe Solá y de Aída González Bergez, hermana del histórico dirigente conservador Pablo González Bergez, convencional constituyente en 1957 y diputado nacional por la Unión Conservadora entre 1963 y 1966. Su hermana es Dolores Solá, cantante del grupo musical de tango La Chicana.
Comenzó a militar durante su adolescencia en el Partido Justicialista y se graduó como ingeniero agrónomo en la Universidad de Buenos Aires en 1981.
En el ámbito privado se dedicó a la enseñanza y a la investigación. También trabajó en una consultora privada antes de comenzar en la política.

### Inicios en política
Su primera tarea en el ámbito público se vio relacionada con su profesión ya que en 1987 fue nombrado ministro de Asuntos Agrarios de la Provincia de Buenos Aires, durante la gobernación, en aquel entonces, de Antonio Cafiero.
En 1989 con la llegada al poder de Carlos Menem fue nombrado secretario de Agricultura, Ganadería y Pesca de la Nación, cargo que ocupó hasta 1991. En las elecciones de 1991 fue elegido diputado nacional por la provincia de Buenos Aires asumiendo el 10 de diciembre del mismo año. En la cámara fue nombrado presidente de la comisión de agricultura.
En 1993 regresó al puesto de secretario de Agricultura, Ganadería, Pesca y Alimentos de la Nación. Durante su gestión se autorizó por primera vez el uso de soja transgénica, tratándose de una variedad con resistencia al herbicida glifosato.La campaña contra la fiebre aftosa iniciada en 1989 permitió que país tuviera su último brote de la enfermedad en abril de 1994 y fuera declarado como libre de la enfermedad en 1996. Al año siguiente la Argentina volvió a exportar carne fresca. En agosto de 1998 Solá renunció al cargo.
En las elecciones de 1999 se presentó como candidato a vicegobernador acompañando a Carlos Ruckauf en la fórmula, convirtiéndose en vicegobernador de la provincia de Buenos Aires.

### Gobernador de la provincia de Buenos Aires (2002-2007)

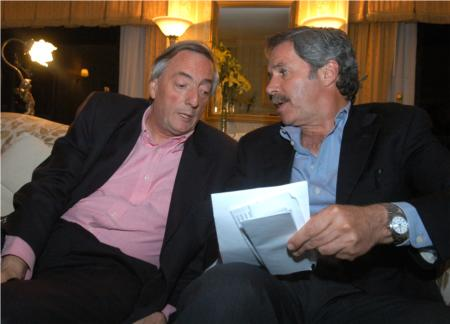
El presidente Néstor Kirchner y el gobernador Solá en 2005

Luego de la crisis institucional de 2001 y la renuncia de Fernando de la Rúa, se produjo la llegada al poder de Eduardo Duhalde en 2002. Ruckauf fue nombrado ministro de Relaciones Exteriores y Culto, renunciando a la gobernación de la provincia de Buenos Aires para asumir su nuevo cargo.
Solá asumió el cargo el 3 de enero de 2002, expresando en su discurso de asunción que cambiaría gran parte del gabinete que heredaba de Ruckauf y que impondría un nuevo estilo de gestión. Hacia fines de año publicó un documento de gestión que sintetizaba sus discursos y acciones. En el mismo se destacaban como sus objetivos lograr la descentralización del poder, el impulso a la agricultura y la sustitución de importaciones, la promoción del turismo, mejorar el cobro de impuestos, la construcción de viviendas populares, un plan hidrovial frente a las inundaciones, la lucha contra la inseguridad, la equidad educativa y la promoción de la ciencia, la tecnología y la innovación.
Durante su gestión se produjeron los asesinatos de Kosteki y Santillán, conocidos como la Masacre de Avellaneda, perpetrados por efectivos de la Policía de la Provincia de Buenos Aires. En materia de seguridad comenzó una lucha contra la corrupción, depuró las fuerzas policiales e hizo una limpieza al pasar a retiro a toda la plana mayor de la policía provincial. Solá cambió la ley orgánica policial e inició el proceso de descentralización de la policía, al dividirla en 18 jefaturas departamentales y eliminar las jerarquías de jefe y subjefe de la fuerza, que comenzó entonces a ser dirigida por primera vez en la historia por un civil. 
Reformó el Código Procesal bonaerense y creó la Oficina de Control de la Corrupción y Abuso Funcional, integrada por un auditor de Asuntos Internos, dependiente del ministro de Seguridad, así como por un Tribunal de Ética.

En 2003 se realizaron las elecciones en las que revalidó su cargo con el 43,32 % (2.563.148) de los votos. Allí recibía el apoyo del duhaldismo, pero más adelante debido al triunfo de Néstor Kirchner en la Nación.
Tuvo una relación de cortocircuitos con el kirchnerismo. Aunque formaba parte del Frente para la Victoria.

#### Gabinete de gobierno
| Ministerios del Gobierno de Felipe Solá                       | Ministerios del Gobierno de Felipe Solá | Ministerios del Gobierno de Felipe Solá           |
| Cartera                                                       | Titular                                 | Período                                           |
| ------------------------------------------------------------- | --------------------------------------- | ------------------------------------------------- |
| Jefatura de Gabinete de Ministros                             | Mario Oporto                            | 9 de diciembre de 2005 - 10 de diciembre de 2007  |
| Jefatura de Gabinete de Ministros                             | Rafael Magnanini                        | 2 de septiembre de 2004 - 9 de diciembre de 2005  |
| Jefatura de Gabinete de Ministros                             | Florencio Randazzo                      | 8 de abril de 2003 - 2 de septiembre de 2004      |
| Jefatura de Gabinete de Ministros                             | Gerardo Amieiro                         | 3 de enero de 2002 - 17 de febrero de 2003        |
| Ministerio de Gobierno                                        | Florencio Randazzo                      | 2 de septiembre de 2004 - 10 de diciembre de 2007 |
| Ministerio de Gobierno                                        | Rafael Magnanini                        | 10 de diciembre de 2003 - 2 de septiembre de 2004 |
| Ministerio de Gobierno                                        | Federico Scarabino                      | 3 de enero de 2002 - 10 de diciembre de 2003      |
| Ministerio de Economía                                        | Carlos Rafael Fernández                 | 7 de marzo de 2007 - 10 de diciembre de 2007      |
| Ministerio de Economía                                        | Gerardo Otero                           | 19 de febrero de 2002 - 7 de marzo de 2007        |
| Ministerio de Economía                                        | Jorge Sarghini                          | 2 de enero de 2002 - 13 de febrero de 2002        |
| Ministerio de Desarrollo Humano y Trabajo                     | Juan Pablo Cafiero                      | 10 de diciembre de 2003 - 2 de abril de 2004      |
| Ministerio de Desarrollo Humano                               | Jorge Rubén Varela                      | 12 de diciembre de 2005 - 10 de diciembre de 2007 |
| Ministerio de Desarrollo Humano                               | Juan Pablo Cafiero                      | 2 de abril de 2004 - 12 de diciembre de 2005      |
| Ministerio de Trabajo                                         | Roberto Mouilleron                      | 2 de abril de 2004 - 10 de diciembre de 2007      |
| Ministerio de Trabajo                                         | Mariano Federico West                   | 7 de enero de 2002 - 10 de diciembre de 2003      |
| Ministerio de Salud                                           | Claudio Mate Rothgerber                 | 7 de diciembre de 2005 - 10 de diciembre de 2007  |
| Ministerio de Salud                                           | Ismael Passaglia                        | 21 de enero de 2002 - 7 de diciembre de 2005      |
| Ministerio de Salud                                           | Juan José Mussi                         | 3 de enero de 2002 - 21 de enero de 2002          |
| Ministerio de Asuntos Agrarios y la Producción                | Indalecio Oroquieta                     | 3 de enero de 2002 - 2 de abril de 2004           |
| Ministerio de Asuntos Agrarios                                | Raúl Alberto Rivara                     | 2 de septiembre de 2004 - 10 de diciembre de 2007 |
| Ministerio de Asuntos Agrarios                                | Indalecio Oroquieta                     | 2 de abril de 2004 - 2 de septiembre de 2004      |
| Ministerio de Producción                                      | Débora Giorgi                           | 26 de diciembre de 2005 - 10 de diciembre de 2007 |
| Ministerio de Producción                                      | Martín Lousteau                         | 12 de agosto de 2005 - 26 de diciembre de 2005    |
| Ministerio de Producción                                      | Gustavo Lopetegui                       | 2 de abril de 2004 - 12 de agosto de 2005         |
| Ministerio de Justicia y Seguridad                            | Luis Genoud                             | 7 de enero de 2002 - 2 de julio de 2002           |
| Ministerio de Seguridad                                       | León Carlos Arslanián                   | 13 de abril de 2004 -10 de diciembre de 2007      |
| Ministerio de Seguridad                                       | Raúl Alberto Rivara                     | 2 de diciembre de 2003 - 13 de abril de 2004      |
| Ministerio de Seguridad                                       | Juan José Álvarez                       | 29 de septiembre de 2003 - 1 de diciembre de 2003 |
| Ministerio de Seguridad                                       | Juan Pablo Cafiero                      | 2 de julio de 2002 - 23 de septiembre de 2003     |
| Ministerio de Justicia                                        | Eduardo Luis Di Rocco                   | 13 de abril de 2004 - 10 de diciembre de 2007     |
| Ministerio de Justicia                                        | Luis Genoud                             | 4 de diciembre de 2003 - 13 de abril de 2004      |
| Ministerio de Justicia                                        | Alfredo Meckievi                        | 3 de septiembre de 2002 - 4 de diciembre de 2003  |
| Dirección General de Cultura y Educación                      | Adriana Puiggrós                        | 16 de diciembre de 2005 - 10 de diciembre de 2007 |
| Dirección General de Cultura y Educación                      | Mario Oporto                            | 3 de enero de 2002 - 9 de diciembre de 2005       |
| Ministerio de Infraestructura, Viviendas y Servicios Públicos | Antonio Eduardo Sicaro                  | 10 de diciembre de 2003 - 10 de diciembre de 2007 |
| Ministerio de Infraestructura, Viviendas y Servicios Públicos | Raúl Alberto Rivara                     |                                                   |
| Secretarías del Gobierno de Felipe Solá                       |                                         |                                                   |
| Secretaría General                                            |                                         |                                                   |
| Secretaría de Derechos Humanos                                |                                         |                                                   |
| Secretaría para la Modernización del Estado                   |                                         |                                                   |
| Secretaría de Prensa y Comunicación Social                    |                                         |                                                   |
| Secretaría de Turismo y Deporte                               |                                         |                                                   |
| Secretaría de Política Ambiental                              |                                         |                                                   |

## Diputado nacional

#### Frente para la Victoria
En 2007 declinó su precandidatura a presidente y encabezó la lista de diputados nacionales por la provincia de Buenos Aires por el Frente para la Victoria, con la que ganó y asumió el 10 de diciembre del mismo año. Comenzó un lento alejamiento del kirchnerismo. Cómo diputado encabezó la comisión de relaciones internacionales y al mismo tiempo 
fue presidentead honoren  del Comité Intergubernamental de la República Argentina que elaboró el Informe Nacional sobre Población para la Conferencia Internacional sobre la Población y el Desarrollo. Además representó a la República Argentina en la Conferencia Regional Latinoamericana y del Caribe sobre Población y Desarrollo.
El 17 de julio de 2008, cuando votó en contra del proyecto de ley de retenciones móviles al sector agrario, votando en contra de su bloque, lo que lo llevaría a alejarse del mismo y formar un nuevo bloque junto a otros dos diputados.
En noviembre de 2008 anunció la decisión de separarse del bloque oficialista de diputados y formar uno propio con otros peronistas disidentes. 

#### Unión PRO
En mayo de 2009, se convirtió en candidato a diputado nacional con el sello de Unión PRO, alianza formada junto a Francisco de Narváez y Mauricio Macri. Años después mismo lo calificaría años más tarde como el peor error político de su carrera. Según dijo, actuó por bronca e impulsividad.Tras varias desavenencias rompe con este bloque y se une al Peronismo Federal del cual también se convierte en presidente y posible candidato presidencial dando lugar va estos dichos: 
“Unión-PRO fue una herramienta para la provincia de Buenos Aires, donde el candidato a vencer era Néstor Kirchner, donde se jugaba su proyecto, y lo logramos. Por lo tanto, mi compromiso en esa alianza ha sido en la provincia de Buenos Aires, donde tenemos un bloque de diputados de Unión-PRO, pero no va más allá”. 

#### Peronismo Federal
En agosto de 2009 Peronismo Federal, una alianza de corriente peronista pero disidente al gobierno nacional del kirchnerismo. Con la llegada de las elecciones presidenciales de 2011, Solá decidió postularse como precandidato a presidente por el Peronismo Federal, una fuerza disidente al gobierno en la cual había representantes de varios espacios peronistas. Otros precandidatos que se presentaron fueron Eduardo Duhalde, Alberto Rodríguez Saá, y Mario Das Neves. Pero decidió luego bajar su precandidatura para que el espacio duhaldista y el denarvaista pudieran arreglar, ya que la interna abierta de Peronismo Federal fracasó y dejó enfrentados a Duhalde y Rodríguez Saá.[cita requerida]

#### Frente Renovador

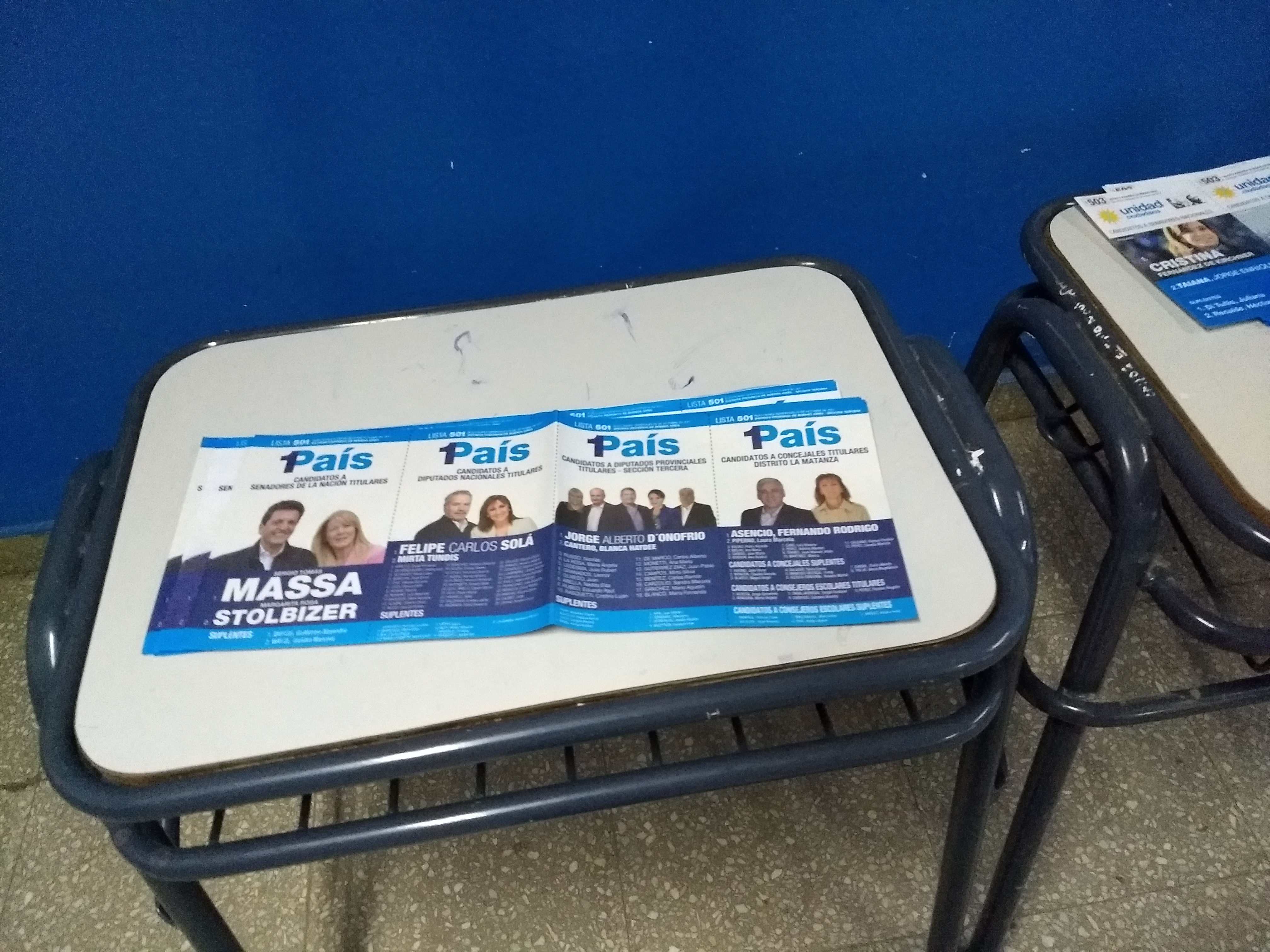
Boleta por la cual se presentó en las elecciones de 2017

Durante 2013, con vistas a las elecciones legislativas de ese año, Solá se unió al armado político que construía el ex director de la Anses Sergio Massa. En esas elecciones, Massa presentó el Frente Renovador para la provincia de Buenos Aires e incluyó a Solá en el cuarto puesto de la lista para diputados nacionales. El frente quedó primero en la provincia y así Solá renovó su banca. Con posterioridad, fue elegido vicepresidente 3.º de la Cámara de Diputados.
En 2015 el frente federal Unidos por una Nueva Alternativa, del cual el Frente Renovador era parte, lo consagró como su precandidato a gobernador de la provincia de Buenos Aires. Solá superó las primarias, con su frente quedando tercero. En las elecciones generales volvió a quedar tercero con un 19,26 % de los votos.
En las elecciones legislativas de 2017 encabezó la lista de diputados nacionales para la provincia de Buenos Aires por la alianza 1País, liderada por Massa con su Frente Renovador y Margarita Stolbizer con el GEN, ambos candidatos a senadores nacionales. En las PASO su lista recibió el 14 % de los votos, y luego en las generales el 11 %, logrando nuevamente renovar su banca como diputado nacional e ingresando junto a Mirta Tundis, Daniel Arroyo y José Ignacio de Mendiguren. Debido a la salida de Sergio Massa de la cámara, este se convirtió junto con Graciela Camaño[cita requerida] en una de las voces más importantes de esta fuerza en el Congreso.

#### Red por Argentina

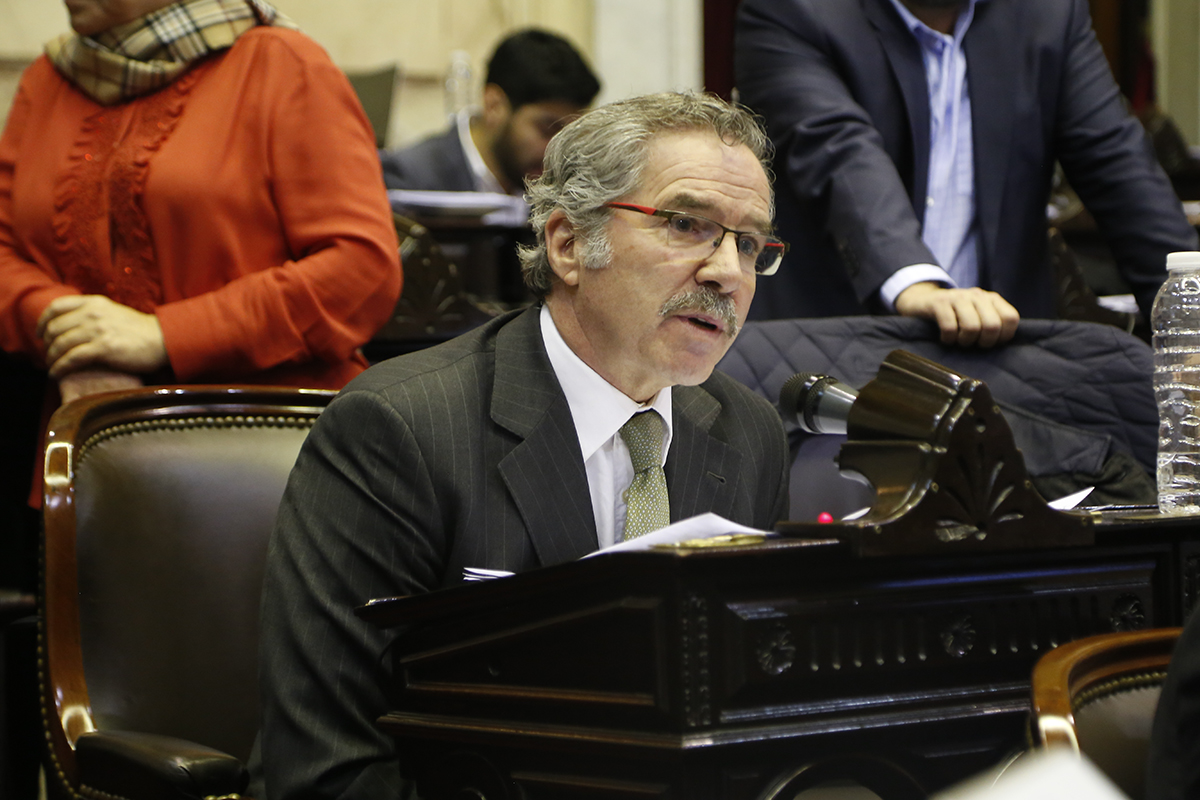
Solá en su banca de la Cámara de Diputados en 2018

Durante 2018, se produjo una ruptura del bloque Frente Renovador en la Cámara de Diputados. Solá, Facundo Moyano, Daniel Arroyo, Fernando Asencio y Jorge Taboada abandonaron el espacio para unirse en un nuevo armado a los bloques Libres del Sur de Victoria Donda y Peronismo para la Victoria de Leonardo Grosso. En este armado denominado Red por Argentina, Solá fue el presidente del interbloque.En ella sumó a Florencio Randazzo, y un año más tarde a otros políticos. Los efectos de las políticas económicas de Cambiemos convertirían al exgobernador en uno de los principales defensores de la unidad del peronismo y se acercaría a la ex presidenta Cristina Fernández de Kirchner en el plano político nacional. En este espacio reconocieron estar dispuestos a un acercamiento con ella.

### Canciller (2019-2021)
Solá presentó su precandidatura presidencial para las elecciones de 2019, pero cuando se anunció la fórmula Alberto Fernández-Cristina Fernández de Kirchner retiró su precandidatura. Finalmente, Solá y el espacio Red por Argentina se unieron a la conformación del Frente de Todos. El Frente de Todos ganó las elecciones presidenciales de 2019 en primera vuelta, con 48,24 %, resultando elegido presidente Alberto Fernández.
El 5 de diciembre de 2019 Fernández anunció a Solá como el ministro de Relaciones Exteriores de su gobierno, cargo que asumió efectivamente el 10 de diciembre.
Se anunció su salida del cargo el 18 de septiembre de 2021, siendo reemplazo por Santiago Cafiero, tras el viaje oficial rumbo a la cumbre de la Comunidad de Estados Latinoamericanos y Caribeños (CELAC) en México.